# Esther Hjelt-Cajanus
Esther Yolanda Hjelt-Cajanus, född 14 augusti 1879 i Tusby, död 30 november 1959 i Stockholm, var en finländsk författare, målare och chef för Suomibyrån i Stockholm (1926–1959). 
Hon var dotter till Edvard Hjelt och Ida Åström och från 1904 gift med fil.dr. Werner Cajanus. Hon studerade vid Konstföreningens rit- och målarskola Ateneum i Helsingfors samt under studieresor till bland annat München, Dresden, Budapest och Paris. Hennes konst består av figurer, porträtt och landskap utförda i olja, eller akvarell. Hon medverkade i ett stort antal samlingsutställningar i Finland och Sverige dessutom illustrerade hon ett antal bokverk.

## Verk
- Olavin matka Myllykalliolle. Kuvat piirtänyt Aili Sarkkila. Lastenkirja. Kirja, Helsinki 1922.
- Brattsystemet i Sverige. Förbundet för folknykterhet utan totalförbud, Helsingfors 1931.
- Väkijuomakulutuksen säännöstely ja alkoholilainsäädäntö Ruotsissa. Täyskiellottoman kansanraittiuden edistämisliitto, Helsinki 1931.
- Tre familjeporträtt. Eget förlag, Helsingfors 1936.
- Suomibyrån 1926–1936. Suomibyrån, Stockholm 1936.
- Suomitoimisto 1926–1936. Suomitoimisto, Helsinki 1936.
- Moster Anni (Åström) berättar: Minnen från gamla tider. Söderström 1944.
- Suomibyrån: 20-årsberättelse 1926–1946. Suomibyrån, Stockholm 1946.
- Suomitoimisto: 20-vuotiskertomus 1926–1946. Suomitoimisto, Helsinki 1946.
- Vera Hjelt: En banbryterska. Söderström 1946.
- Vera Hjelt: Uranuurtaja. Aura, Turku 1948.
- Mormor och moster Anni. Söderström 1950.
- Vanhankylän kapteenska ja Anni-täti. WSOY 1950.
- Edvard Hjelt och sekelskiftets Finland. Söderström 1953.